# Castillo de los Comendadores
El castillo de los Comendadores de Añón, es una edificación militar construida entre los siglos XII y XIV en el actual municipio de Añón de Moncayo, perteneciente a la provincia de Zaragoza (España). Forma parte del conjunto de fortificaciones del valle del Huecha.

## Historia
Añón fue desde el siglo XII la primera fuerza aragonesa frente a Castilla en la vía del Huecha, paso natural entre los dos reinos. Por aquel entonces pertenecía a la Orden de San Juan.
Al parecer la obra actual correspondería al siglo XIV, después del abandono de la guerra de los dos Pedros.

## Descripción
El castillo de Añón es un gran edificio construido en mampostería. De planta rectangular, está distribuido en torno a un patio y tiene cinco torreones cuadrangulares en las esquinas, desmochados. Tiene adosada una iglesia de características similares a las del propio castillo, por haber pertenecido a la Orden de San Juan de Jerusalén.

## Conservación
Es uno de los castillos mejor conservados de la comarca, ya que mantiene su planta rectangular original. A pesar de ello, presenta ciertos deterioros, y alguna obra inadecuada hecha por los propietarios de las viviendas que existen en el interior del castillo. Antes estaba incluida en la Lista roja de Patrimonio español en peligro por Hispania Nostra, pero se retiró para formar parte de la lista "Patrimonio restaurado o en restauración".

### Restauración
Se están realizando obras de conservación en las zonas más delicadas. Se ha ajardinado y pavimentado parte de su entorno. Los propietarios de las viviendas que existen en su interior hacen lo posible por mantener el conjunto aunque han realizado aperturas de puertas y ventanas indebidas.[actualizar]

## Catalogación
El Castillo de los Comendadores de Añón está inscrito en el Registro Aragonés de Bienes de Interés Cultural al estar incluido dentro de la relación de castillos considerados Bienes de Interés Cultural, en virtud de lo dispuesto en la disposición adicional segunda de la Ley 3/1999, de 10 de marzo, del Patrimonio Cultural Aragonés. Este listado fue publicado en el Boletín Oficial de Aragón del día 22 de mayo de 2006.

## Enlaces de interés
- Wikimedia Commons alberga una categoría multimedia sobre Castillo de los Comendadores.
- Castillo de los Comendadores en CastillosNet.

- Datos: Q5757129
- Multimedia: Castillo de Añón / Q5757129